# 6012 Вільяммердок
6012 Вільяммердок (інші назви: (6012) 1990 SK4, 1990 SK4, 1977 KU1) — астероїд головного поясу. Відкритий 22 вересня 1990 року Робертом Макнотом. Названий на честь шотландського механіка й винахідника Вільяма Мердока.
Тіссеранів параметр щодо Юпітера — 3,245.